# Mühlbach (Loisach, Schwaiganger)
Der Mühlbach bei Schwaiganger ist ein rechter Zufluss zur Loisach in Oberbayern.
Er entsteht südwestlich von Schwaiganger auf einer landwirtschaftlichen Nutzfläche und tritt in einen Taleinschnitt ein. Dort wird er im Mühlweiher aufgestaut. Er verlässt diesen, macht einen Knick nach Nordosten und mündet schließlich von rechts in die Loisach.